# Gelita
Gelita AG er en tysk gelatineproducent. De producerer gelatine, kollagen og protein. De har 2.548 ansatte og en omsætning på 697 mio. euro (2018).
I 1875 etableres en gelatinefabrik i Schweinfurt. I dag har de hovedkvarter i Eberbach, Baden-Württemberg.